# 圣斯德望堂 (巴伦西亚)
圣斯德望堂（巴伦西亚语: Església de Sant Esteve，西班牙语：Iglesia de San Esteban）是一座罗马天主教堂区教堂，位于西班牙巴伦西亚的圣斯德望广场（Plaça de Sant Esteve），距离巴伦西亚主教座堂不远，规模不大。 

## 历史
圣斯德望堂是巴伦西亚最古老的教堂之一，为哥特式建筑风格，位于穆斯林统治时期的清真寺原址上。传统认为，此处是古罗马的赫拉克勒斯神庙所在地。圣斯德望堂是公证人的教堂。圣味增爵•斐勒略（St. Vincent Ferrer，1350–1419）和圣路易伯德郎（St. Louis Bertrand，1526–1581）都是在此领洗。

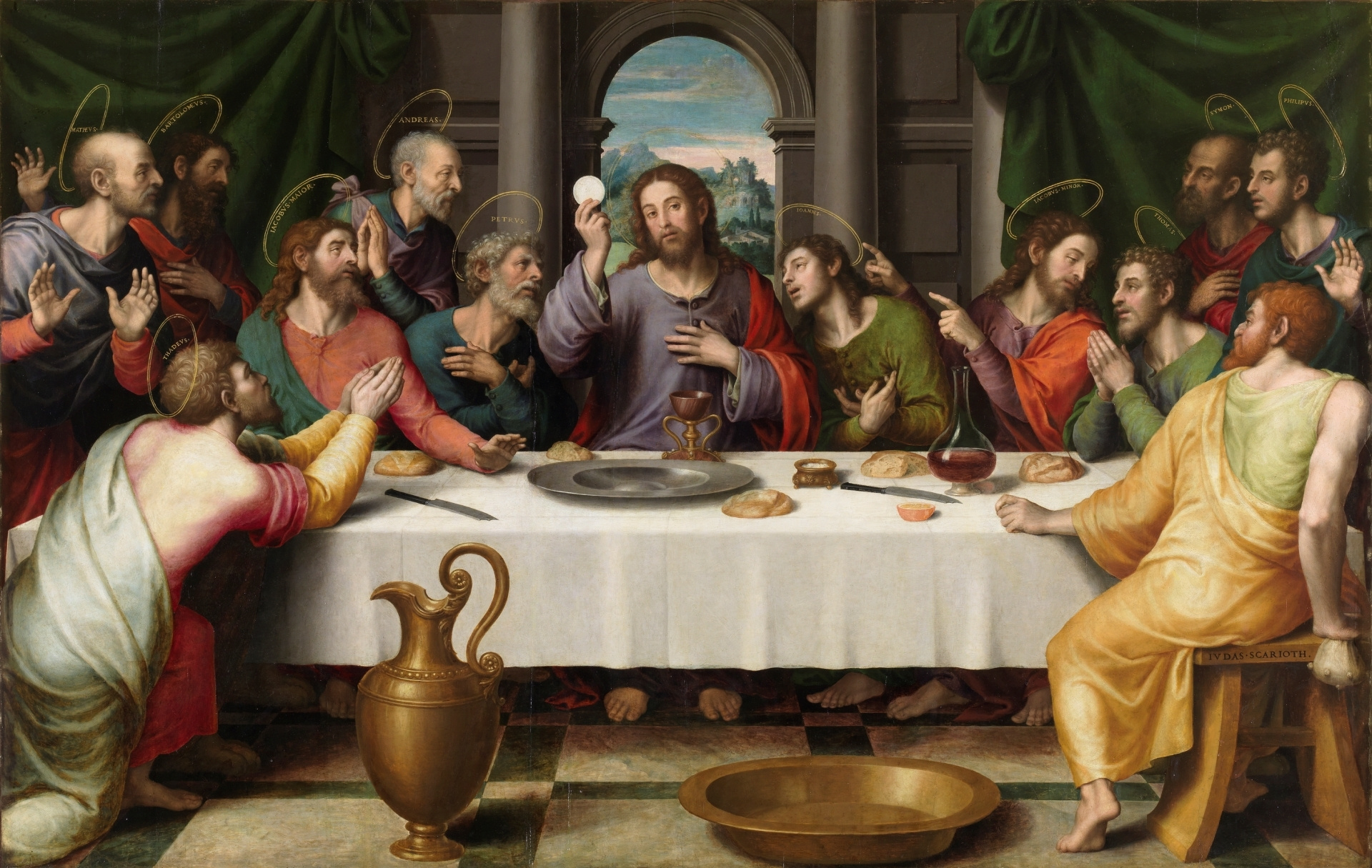
《最后的晚餐》，胡安·德·胡安斯

正祭台的祭坛画，包括《最后的晚餐》、《圣斯德望殉难》和圣斯德望的其他生活场景，都是由胡安·德·胡安斯 (Juan de Juanes) 绘于1562年前后，现在在普拉多博物馆。
大堂在主日和瞻礼日开放；小堂每天都开放做弥撒。 